# Verulâmio
Verulâmio (em latim: Verulamium) foi uma cidade da Britânia romana. Estava situada no sudoeste da moderna cidade de St Albans, no Condado de Herefórdia, na Grã-Bretanha. Boa parte dela permanece sem ser escavada, sendo hoje terra agriculturável e parque, mas também houve intenso processo de construção sobre os vestígios. A antiga Watling Street passava através da cidade. Muito do sítio e seus arredores são hoje classificados como monumento planificado.

## História
Antes de os romanos estabelecerem seu assentamento, já havia um centro tribal na área que pertencia aos catuvelaunos. Este assentamento é geralmente chamado de Verlamion. A etimologia é incerta, mas o nome foi reconstruído como * Uerulāmion, que teria um significado como "[a tribo ou povoado] da mão larga" (Uerulāmos) em Brittonic. Nesta forma pré-romana, foi um dos primeiros lugares na Grã-Bretanha registrados pelo nome. O acordo foi estabelecido por Tasciovanus, que cunhou moedas lá.
O assentamento romano recebeu o título de município (Municipium) por volta do ano 50, o que significa que seus cidadãos tinham o que era conhecido como "Direitos Latinos", um status de cidadania inferior ao de uma colônia. Tornou-se uma cidade significativa e, como tal, recebeu a atenção de Boudica dos icenos em 61, quando Verulâmio foi saqueada e queimada por ordem dela: uma camada de cinza negra foi registrada por arqueólogos, confirmando assim o registro escrito romano. Ele cresceu continuamente; no início do século III, cobria uma área de cerca de 125 acre(s)s (0,51 km2), atrás de uma vala profunda e parede. É o local do martírio do primeiro santo mártir britânico, Santo Albano, que era um patrício romano convertido pelo padre Anfíbalo.
Verulâmio continha um fórum, basílica e um teatro, muitos dos quais foram danificados durante dois incêndios, um em 155 e outro por volta de 250. Uma das poucas inscrições romanas existentes na Grã-Bretanha é encontrada nos restos do fórum (ver a inscrição do Fórum de Verulâmio). A cidade foi reconstruída em pedra em vez de madeira pelo menos duas vezes nos 150 anos seguintes. A ocupação pelos romanos terminou entre 400 e 450.
Existem alguns vestígios da cidade romana visíveis, como partes das muralhas da cidade, um hipocausto ainda in situ sob um piso de mosaico e o teatro, bem como itens no Museu (abaixo). Outros restos sob as terras agrícolas próximas, que nunca foram escavadas, foram durante algum tempo seriamente ameaçados pela aragem profunda.
Verulâmio é mencionado em uma inscrição em latim em uma placa de cera, datada de 62 DC, descoberta em Londres durante as escavações de Bloomberg, 2010-14:
P(ublio) Mario Ce<lso=XIII> L(ucio) Afinio Gallo co(n)s(ulibus) XII Kal(endas) Nove//mbr(es) M(arcus) Renn[iu]s Venusrus me condux{s}isse a C(aio) Valerio Proculo ut intra Idus Novembres perferret a [[Londi]] Verulamio penoris onera viginti in singula |(denarii) quadrans vecturae ea condicione ut per me mora |(assem) I Londinium quod si ulnam om[n]e[m]

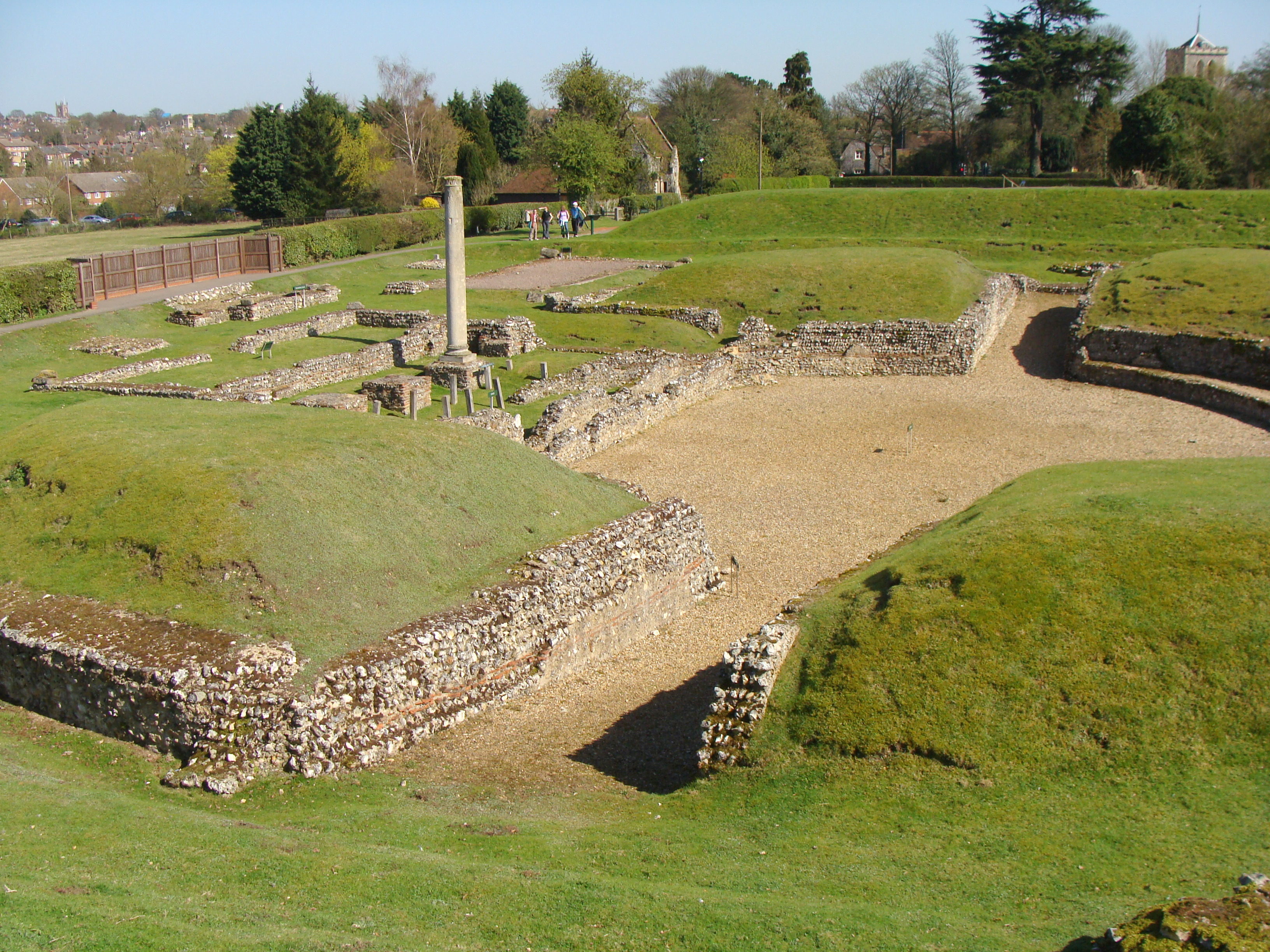
Teatro romano

### Teatro Romano
Embora existam outros teatros romanos na Grã-Bretanha (por exemplo, em Camuloduno), o de Verulâmio foi considerado o único exemplo totalmente escavado de seu tipo, sendo um teatro com um palco em vez de um anfiteatro. O teatro fica no terreno e, portanto, é administrado pela propriedade Gorhambury.

### Época pós-romana
A Abadia de St Albans e o assentamento anglo-saxão associado foram fundados em uma colina fora da cidade romana. O local da abadia pode ter sido um local onde havia motivos para acreditar que St Alban foi executado ou enterrado. Mais certamente, a abadia fica perto do local de um cemitério romano, que, como era normal na época romana, ficava fora dos muros da cidade. Não se sabe se há vestígios romanos sob a abadia medieval. Uma escavação arqueológica em 1978, dirigida por Martin Biddle, não conseguiu encontrar vestígios romanos no local da casa do capítulo medieval.
 

David Nash Ford identifica a comunidade como Cair Mincip ("Fort Municipium") listada por Nênio entre as 28 cidades da Grã-Bretanha em seu História dos Bretões. No final do século VIII, os habitantes saxões de St Albans próximos estavam cientes de seu antigo vizinho, que eles conheciam alternativamente como Verulamacæstir ou, sob o que H.R. Loyn chama de "seu próprio híbrido", Vaeclingscæstir, "a fortaleza dos seguidores de Wæcla", possivelmente um bolsão de falantes romano-britânicos permanecendo separados em uma área cada vez mais saxonizada.